# Saarlooswolfhund
Der Saarlooswolfhund (niederländisch und fachsprachlich Saarlooswolfhond, auch Saarlooswolfshund oder getrennte Schreibweise wie etwa Saarloos Wolfhund) ist eine von der FCI anerkannte niederländische Hunderasse (FCI-Gruppe 1, Sektion 1, Standard Nr. 311).

## Geschichte und Problematik
Der Niederländer Leendert Saarloos (1884–1969) fand moderne Hunde zu stark degeneriert und beabsichtigte, in die Rasse des Deutschen Schäferhunds die „natürlichen“ Eigenschaften zurückzuzüchten, um einen besseren Gebrauchshund zu erhalten.
Dazu ließ er eine im Tiergarten Blijdorp als Welpe erworbene eurasische Wölfin namens Fleur von seinem Schäferhundrüden Gerard van der Fransenum decken. Der erste Wurf wurde im Frühjahr 1936 geboren. Alle Welpen starben an Staupe. Saarloos weigerte sich, seine Hunde impfen zu lassen, da er Hunde mit besonderer Resistenz gegen Krankheiten züchten wollte, einer Eigenschaft, die er sich von der Wölfin erhoffte. Auch bei den folgenden Würfen starben viele Welpen und dann auch die Wölfin selbst an Staupe. Seine anschließend erworbenen Mutterwölfe nannte er ebenfalls „Fleur“, aus ihnen gingen die Nachkommen für die Weiterzucht hervor. In späteren Jahren wurde wahrscheinlich ein Alaskan Malamute eingekreuzt. Das Konzept von Saarloos war, einen braun gefärbten „Europäischen Wolfhund“ zu schaffen. Er war von den Qualitäten der Wolfhunde überzeugt. Obwohl viele von ihnen sehr scheu waren, beantragte er 1942 die Registrierung der Wolfhunde beim niederländischen Raad van Beheer. Die Unterlagen wurden zurückgeschickt, da seine Halb- und Viertelwölfe noch sehr unausgewogen im Charakter und im Äußeren waren.
Wie auch beim Tschechoslowakischen Wolfhund erwies sich die Hybridisierung zwischen Hund und Wolf bei vielen Abkömmlingen als störend für den Diensteinsatz. Diese Hunde taten sich schwer mit der Bindung an den Menschen, sie waren scheu, schreckhaft und schwer abzurichten.

## Zum Namen
Der Saarlooswolfhund wird nicht mit Fugen-s geschrieben, also …wolfhund, nicht …wolfshund – mit Wolfshund werden demgegenüber Hunde bezeichnet, die zur Jagd auf Wölfe gezüchtet wurden. Ursprünglich hieß die Rasse Europese Wolfhond (europäischer Wolfhund), später wurde die Rasse zu Ehren des Begründers umbenannt.

## Beschreibung
Der Saarlooswolfhund ist ein kräftig gebauter Hund, dessen äußerliches Erscheinungsbild an einen Wolf erinnert. Er ist harmonisch gebaut und hat recht lange Gliedmaßen, ohne den Eindruck zu erwecken, hochbeinig zu sein. Die Größe variiert beim Rüden von 65 bis 75 cm und bei Hündinnen von 60 bis 70 cm. Abweichungen nach oben sind zulässig. Das Gewicht eines ausgewachsenen Rüden beträgt ca. 40 bis 45 kg, eine Hündin wiegt zwischen 30 und 35 kg.
Der Körper ist länger als hoch, mit geradem Rücken und normal gewölbten Rippen. Die Brustlinie reicht höchstens bis zu den Ellenbogen. Die Rute ist am Ansatz breit, üppig behaart, reicht mindestens bis zum Sprunggelenk und wird säbelförmig bis beinahe gerade getragen. Das Gangwerk ist leichtfüßig und federnd. Das Fell ist stockhaarig und hat im Winter eine dichte Unterwolle. Die Haarfarben variieren von hell bis dunkel schattiertem Schwarz-Wildfarben (das sog. Wolfsgrau), von hell bis dunkel schattiertem Braun-Wildfarben und von hellem Crèmeweiß bis Weiß. Wegen der Einkreuzung des Wolfs bestehen starke Unterschiede zwischen Sommerfell und Winterfell. Der wolfartige Eindruck überwiegt: Die Augen sind vorzugsweise gelb, mandelförmig, schräg platziert und nicht rund. Die Ohren sind stehend und kleiner als beim Deutschen Schäferhund.

## Wesen
Bei allen Hunden, in die der Wolf neu eingekreuzt wurde, ist ein sehr unterschiedliches Wesen festzustellen, das von normal, „hundeähnlich“ bis hin zu „wolfsähnlich“, also bis scheu und schreckhaft reicht. Das ist auch der Grund, warum der Saarlooswolfhund dem Anspruch nicht gerecht werden konnte, der „bessere Deutsche Schäferhund“ zu sein. Er braucht eine sehr frühe Sozialisation mit Menschen mit sehr viel Hundeverstand und viel Liebe bei der Erziehung, um diesen sensiblen Hund nicht dauerhaft zu verschrecken. Als Anfängerhund ist er nicht geeignet.
Der Saarlooswolfhund zeigt die Vorsichtigkeit und das schnelle Reaktionsvermögen eines Wolfs, gepaart mit der Anhänglichkeit und Treue des Hundes. Seine äußerliche Erscheinung und seine Art sich zu bewegen, machen ihn zu einer imposanten Erscheinung. Er ist ein sehr eigenständiger Hund, von dem man Gehorsam vom Welpenalter an nicht erwarten kann. Die Hunde haben ein sicheres Sozialverhalten, sind keine Einzelgänger und besitzen dem Menschen gegenüber keinen Angriffstrieb. Ohne Grund sehen sie sich nicht dazu veranlasst, dem Menschen Schaden zuzufügen.
Die meisten Hunde dieser Rasse haben einen ausgeprägten Jagdinstinkt, der nur schwer zu kontrollieren und dem ständig entgegenzuwirken ist. Das kann über das Anbieten adäquater Ersatzhandlungen geschehen, z. B. Futterjagen.